# FCM Bacău
FCM Bacău, grundad 1950, är en fotbollsklubb i Bacău i Rumänien. Klubben spelade säsongen 2019/2020 i den rumänska fjärdedivisionen, Liga IV.
Klubben grundades 1950 som Dinamo Bacău, och var likt storklubben Dinamo București under det rumänska inrikesministeriets ledning. Bacău har spelat över 40 säsonger i den rumänska högstadivisionen, men aldrig slutat högre än på en fjärdeplats. Säsongen 1969/1970 gick Bacău till kvartsfinal i Mässcupen, där laget ställdes mot engelska Arsenal. Bacău förlorade båda matcherna med sammanlagt 1–9 och åkte därmed ut, medan Arsenal skulle komma att vinna hela turneringen.

## Meriter
- Rumänska ligacupen (1): 1998